# Victor Matfield
Victor Matfield (* 11. května 1977 Polokwane) je bývalý jihoafrický ragbista, který hrál jako druhořadník. Je považován za jednoho z nejlepších hráčů na svém postu na světě. V roce 2005 a 2010 byl v nominaci na nejlepšího hráče světa.
S jihoafrickou reprezentací vyhrál MS 2007. Ve finále turnaje byl zvolen nejlepším hráčem utkání. Také vyhrál Tri Nations v roce 2004 a 2009 a získal 3. místo na MS 2015. Za JAR odehrál 127 zápasů a připsal si 35 bodů. S Blue Bulls vyhrál čtyřikrát jihoafrickou ligu (2002, 2003, 2004, 2009) a s Blues v letech 2007, 2009 a 2010 soutěž Super Rugby.
Po MS 2011 si dal dvouletou pauzu. Během ní byl televizním komentátorem SuperSport. Byl také součástí trenérského týmu a v roce 2013 byl poradce týmu Blue Bulls. Svou hráčskou kariéru ukončil v Anglii. Potom se vrátil ke komentování na SuperSport. Také se věnuje trénování. Je ženatý a má tři děti.

## Klubová kariéra[8]
- 1999–2000 Lions
- 2001–2007 Bulls
- 2007/08 Toulon
- 2008–2011 Bulls
- 2014–2015 Bulls
- 2015/16 Northampton Saints